# Носата плямиста черепаха
Носата плямиста черепаха (Rhinoclemmys) — рід черепах з родини Азійські прісноводні черепахи підряду Прихованошийні черепахи. Має 9 видів. Інша назва «американська лісова (земляна) черепаха».

## Опис
Загальна довжина представників цього роду коливається від 20 до 32 см. Голова коротка сплощена або овальна. Очі розташовані з боків. Низка видів має ніс, що видається у перед. У різних видів він має відміну довжину. Пластрон потужний. По середині він піднятий, а з боків різко спадає, краї вигнуті догори. У частини цих черепах є перетинки на задніх лапах.
Забарвлення темних кольорів з численними великими плямами світлого кольору, здебільшого зеленого.

## Спосіб життя
Полюбляють тропічні та вологі ліси, чагарники, савани, болота, ставки, струмки та річки. Полюбляють рибу, молюсків, безхребетних, рослинну їжу.
Самиці відкладають до 10 яєць. За сезон буває декілька кладок.

## Розповсюдження
Мешкають у Північній, Центральній та Південній Америці.

## Види
- Rhinoclemmys annulata
- Rhinoclemmys areolata
- Rhinoclemmys diademata
- Rhinoclemmys funerea
- Rhinoclemmys melanosterna
- Rhinoclemmys nasuta
- Rhinoclemmys pulcherrima
- Rhinoclemmys punctularia
- Rhinoclemmys rubida